# Musik- und Kunstschule Wesel
Die Musik- und Kunstschule der Stadt Wesel ist eine 1969 gegründete Einrichtung, die seit ihrer Gründung die Angebote einer Musikschule und einer Kunstschule vereint. Sie befindet sich im Süden der Weseler Innenstadt in einem Gebäude der Zitadelle Wesel.

## Gebäude

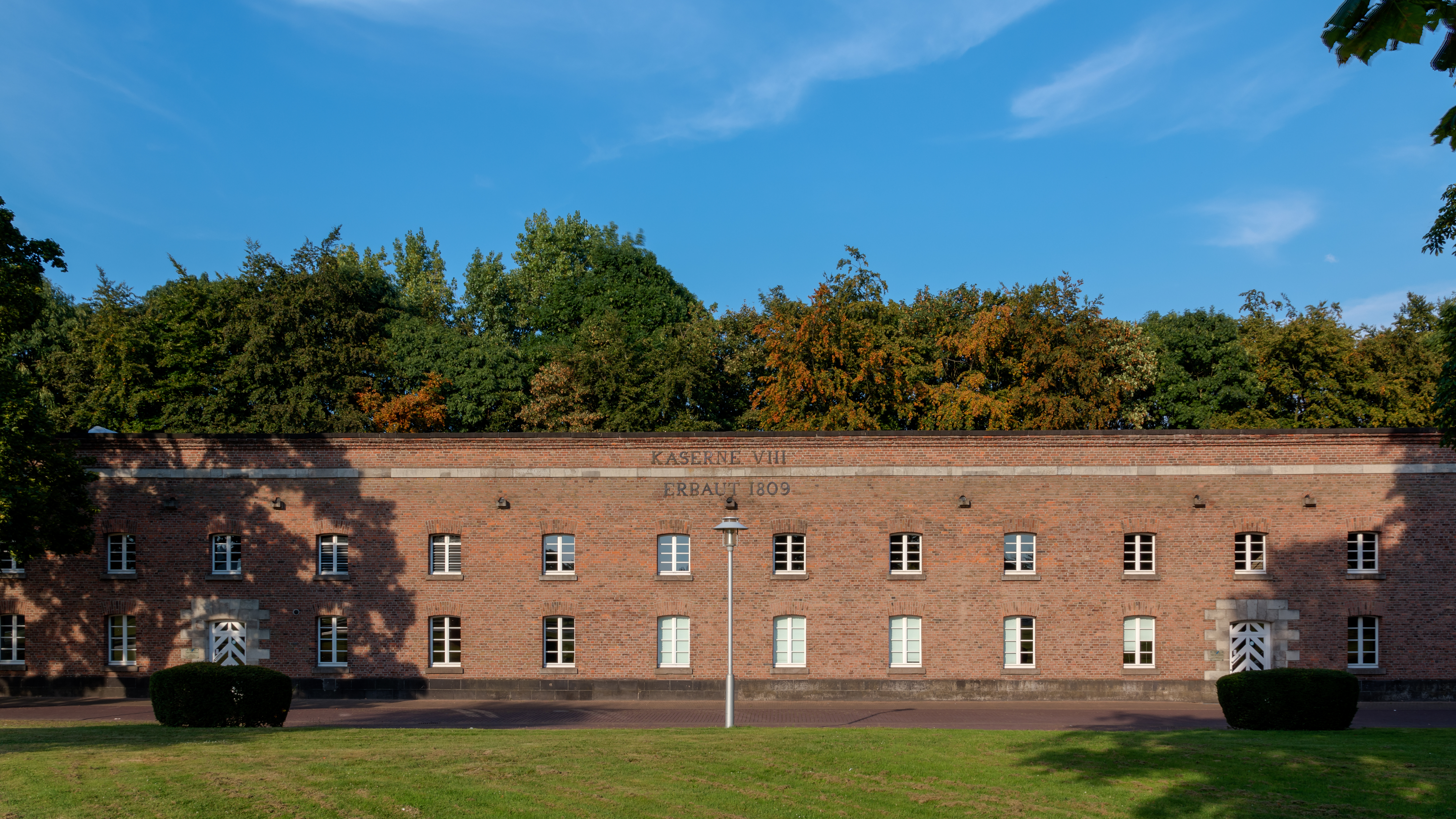
Das Gebäude der Kaserne VIII

Die Musik- und Kunstschule befindet sich seit 1991 im Gebäude der Kaserne VIII, welches den Ostflügel der Weseler Zitadelle ausmacht. Das Gebäude wurde 1809 unter französischer Herrschaft errichtet. Vom westlichen Teil der Zitadelle mit dem Preußen-Museum Wesel, dem Stadtarchiv Wesel und dem Haupttorgebäude der Zitadelle ist es durch die Bundesstraße 58 (Schillstraße) getrennt, welche zwischen den Gebäuden verläuft. Zugänglich ist die Musik- und Kunstschule jedoch über eine kleine Seitenstraße, weswegen sie die Adresse An der Zitadelle 13 besitzt.

## Angebote
Im Kernbereich hat die Schule rund 900 Schüler. Hinzu kommen jedoch Kooperationen mit örtlichen Schulen, darunter auch Grundschulen, wodurch die Gesamtschülerzahl bei rund 1.200 liegt. 35 Lehrkräfte arbeiten an der Schule. Die Musikschule bietet das Erlernen einer Vielzahl von Instrumenten an. Weiterhin gibt es Angebote wie den Kinderchor, Ballettunterricht und ein Musical-Musiktheater. Im Kunstbereich wird Unterricht im bildnerischen Gestalten angeboten. Die Gesamtkosten für den jährlichen Betrieb der Schule belaufen sich auf rund 1,1 Millionen Euro. Sie werden zum Teil durch Einnahmen und zum größeren Teil durch städtische Zuschüsse finanziert.

## Geschichte
Im März 1969 wurde die Gründung der Schule durch einen Beschluss des Weseler Stadtrats ermöglicht. Da sie allein auf Kinder und Jugendliche ausgerichtet war, trug sie damals den Namen Jugendmusik- und Kunstschule. Sie war die erste Einrichtung in Westdeutschland mit einer Doppelfunktion als Musik- und als Kunstschule. Die Schule war als eingetragener Verein organisiert und konnte anfänglich nur durch private Spenden ohne öffentliche Zuschüsse finanziert werden. Bereits 1970 hatte sie 436 Schüler, die von durchweg nebenamtlich tätigen Lehrkräften unterrichtet wurden. Der Unterricht fand an verschiedenen Orten statt, darunter im Körnermagazin im Westteil der Zitadelle, dem heutigen Preußen-Museum. Ebenso wurden auch das Städtische Bühnenhaus und Räumlichkeiten von Schulen durch die Jugendmusik- und Kunstschule genutzt. Ab 1974 war sie dauerhaft im Haupttorgebäude der Zitadelle untergebracht, welches benachbart zum Körnermagazin ebenfalls im Westteil der Zitadelle liegt. 1977 ging der bislang privat organisierte Verein in die Trägerschaft der Stadt über. Diese Entscheidung war in der Öffentlichkeit umstritten. Nach einem erneuten Wechsel der Räumlichkeiten ist die Schule seit 1991 im Gebäude der Kaserne VIII im Ostteil der Zitadelle untergebracht. 2004 wurden die Unterrichtsangebote auch für Erwachsene geöffnet und damit einhergehend der Name von Jugendmusik- und Kunstschule in Musik- und Kunstschule geändert.

### Bekannte Lehrpersonen
Seit Ende der 1980er Jahre wurden bekannte Musikprofessoren für den Unterricht gewonnen. Darunter waren:
- Karl-Heinz Kämmerling (Klavier)
- Siegfried Palm (Violoncello)
- Hubert Käppel (Gitarre)
- Jean-Marie Londeix (Saxophon)